# 印度地理
印度位於赤道北面，介於北緯8°4'至37°6'，和東經68°7'至97°25'之間，總面積為3,287,263平方公里 (1,269,219平方英里)，在全球排名第7。印度的南北長3,214公里 (1,997英里)，東西寬2,933公里 (1,822英里)。該國擁有15,200公里 (9,445英里) 的陸地邊界和7,516.6公里 (4,671英里) 的海岸線。
印度地理（英語：Georaphy of India）中的南面為印度洋，西面是阿拉伯海，西南面是拉克代夫海，東面是孟加拉灣。斯里蘭卡位於該國的東南部，由保克海峽和曼納灣將兩國隔開，馬爾地夫距離印度的拉克沙群島約125公里（78英里），其間有八度海峽。印度的安達曼-尼科巴群島在印度次大陸東南約1,200公里（750英里）之外，與緬甸、泰國和印尼共享海域邊界。印度次大陸的最南端（北緯8°4'38"，東經77°31'56"）在科摩林角之南，而該國最南端是尼科巴群島中大尼科巴島上的印地拉點。印度管轄的最北端是錫亞琴冰川的印地拉山口。.印度的領海延伸至海岸基線外12海里（13.8英里，或22.2公里）的海域。印度擁有2,305,143平方公里（890,021平方英里）的專屬經濟海域，世界排名第18。
印度的北部邊界為喜馬拉雅山脈，與中國、不丹和尼泊爾為鄰。西部與巴基斯坦的邊界則有喀喇昆侖山脈、喜馬拉雅山脈、旁遮普平原、塔爾沙漠以及庫奇大鹽沼。東北邊界則為佈滿茂密森林的欽山和克欽山，與緬甸相望。東部邊界則以卡西丘陵和盧賽丘陵的連綿山脈為界，並與孟加拉國在印度河-恆河平原的分水嶺地區交匯。
恆河發源於印度，是該國的最長河流。恆河與布拉馬普特拉河（上游為中國的雅魯藏布江）兩大系統流經印度北部、中部和東部的大部分地區，而德干高原佔據印度南部的大部分地區。位於錫金邦的干城章嘉峰是印度最高峰，海拔8,586公尺（28,169英尺），是世界第3高峰。印度的氣候包含南端的赤道氣候（熱帶雨林氣候）及北端的喜馬拉雅山脈上部的高原山地苔原氣候。從地質學角度來看，印度位於印度板塊上，該板塊是印度-澳洲板塊的北部。

## 地質發展

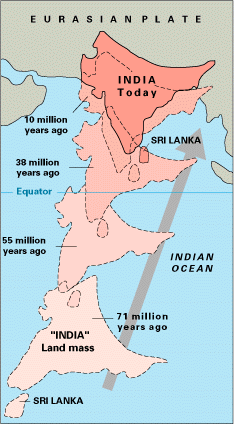
印度板塊移動路徑。

整個印度位於印度板塊上，此構造板塊是由古代岡瓦納大陸（曾是盤古大陸南部的一塊古老大陸）分裂而成。印度-澳洲板塊再細分為印度板塊和澳洲板塊。印度板塊大約在9,000萬年前（在白堊紀晚期）以每年約15厘米（6英寸）的速度向北移動。此板塊在大約5,000萬到5,500萬年前，在新生代的始新世時期移動2,000到3,000公里（1,243到1,864英里，移動速度比任何已知板塊均快）後與歐亞大陸板塊相撞。德國地質學家於2007年發現印度板塊之所以能如此快速移動，是因為它的厚度僅為以前構成岡瓦納大陸其他板塊的一半。印度板塊與沿著現代印度和尼泊爾邊界的歐亞大陸板塊相撞，形成造山運動，創造出青藏高原和喜馬拉雅山脈。截至2009年，印度板塊以每年5厘米（2英寸）的速度向東北移動，而歐亞大陸板塊僅以每年2厘米（0.8英寸）的速度向北移動。因此印度板塊被稱為"移動最快的大陸"。這兩大板塊的碰撞，導致印度板塊邊緣的地殼受到擠壓，而形成如喜馬拉雅山脈等高大山脈。

## 政治地理
印度全國劃分為28個邦（進而再細分為縣）和8個聯邦屬地，包括首都特區（即德里）。印度的陸地邊界總長度為15,200公里（9,400英里）。
印度與巴基斯坦的邊界是根據1947年印度分治時劃定的雷德克里夫線所劃分，邊界長度為3,323公里（2,065英里），橫跨旁遮普地區，沿著塔爾沙漠的東緣和刻赤大鹽沼的北部延伸，將兩國隔開。這條邊界跨過印度的拉達克（聯邦屬地）、查謨和喀什米爾 (聯邦屬地)、旁遮普邦、拉賈斯坦邦和古吉拉特邦等地。印度和巴基斯坦在兩國管轄區之間劃定印巴控制線 (LoC)，作為喀什米爾地區的非正式邊界。印度主張對整個查謨和喀什米爾地區擁有主權，包括目前由巴基斯坦和中國控制的部分，並認為這些地區是被非法佔領。
印度與孟加拉國的邊界長達4,096.70公里（2,545.57英里）。有西孟加拉邦、阿薩姆邦、梅加拉亞邦、特里普拉邦和米佐拉姆邦與孟加拉國接壤。在2015年之前，印度境內有92個孟加拉國飛地，孟加拉國境內有106個印度飛地。這些飛地最終透過交換，而將兩國邊界簡化。交換後，印度對孟加拉國讓出約40平方公里（9,900英畝）的土地。中印邊境實際控制線 (LAC) 是印度和中華人民共和國之間的有效邊界，沿著拉達克、喜馬偕爾邦、北阿坎德邦、錫金邦和阿魯納查邦等印度領土延伸，長達4,057公里。印度與緬甸的邊界沿著印度東北部阿魯納查邦、納加蘭邦、曼尼普爾邦和米佐拉姆邦的東部邊界延伸1,643公里（1,021英里）。印度與不丹的邊界位於喜馬拉雅山脈，長699公里（434 英里）。與不丹接壤的有錫金邦、西孟加拉邦、阿薩姆邦和阿魯納查邦。印度與尼泊爾的邊界沿著印度北部的喜馬拉雅山麓，延伸1,751公里（1,088英里）。北阿坎德邦、北方邦、比哈爾邦、西孟加拉邦和錫金邦與尼泊爾接壤。特別值得一提的是連接印度半島和東北部間的西里古里走廊，由不丹、尼泊爾和孟加拉國三面包圍，是個十分狹窄的通道。

## 自然地理區域

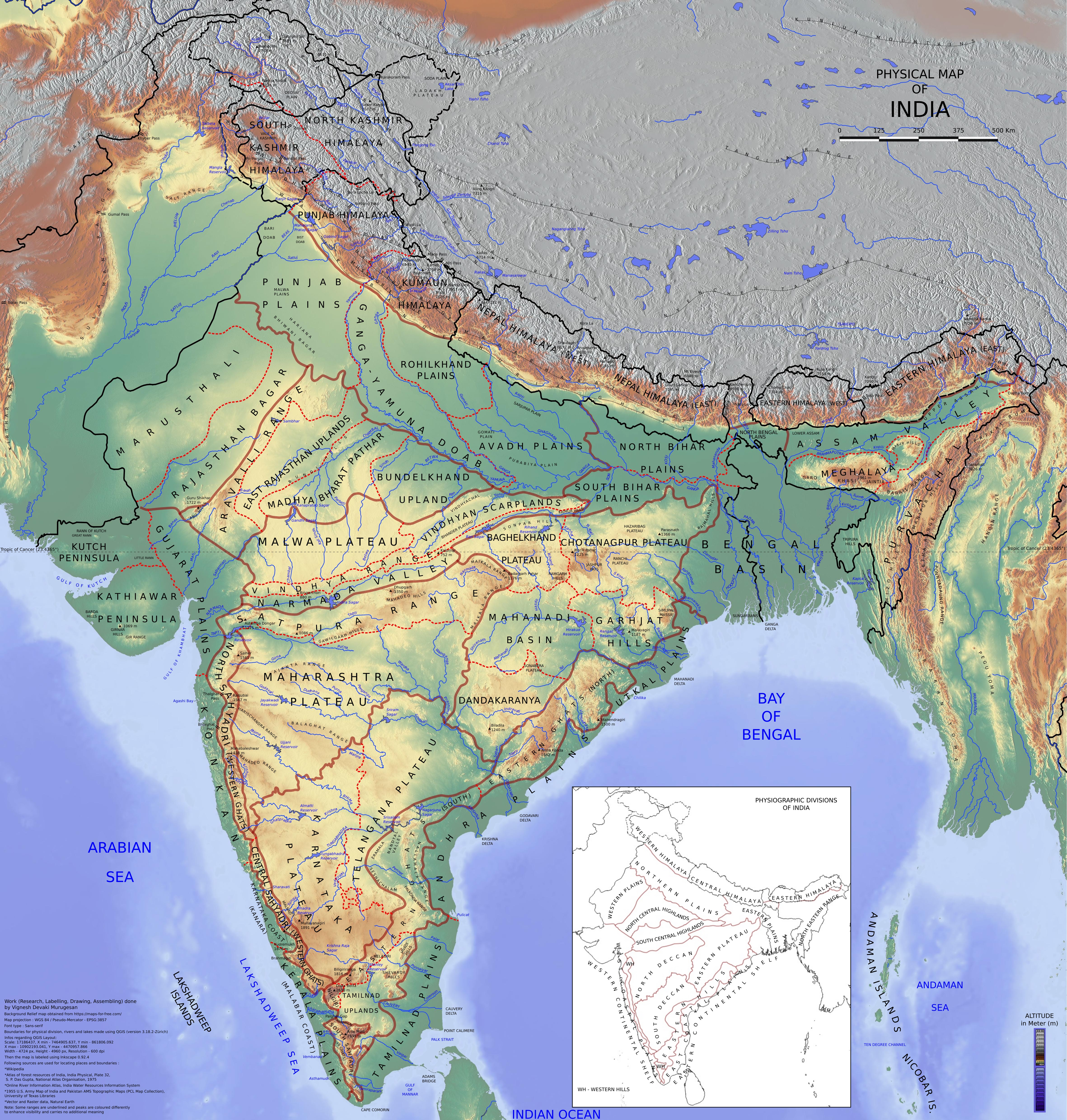
附有顯示不同地形區的印度地圖。

### 區域
印度可劃分為6大自然地理區：
- 北部山地 - 喜馬拉雅山脈
- 德干高原：包含阿拉瓦利嶺、溫迪亞山脈、薩特布拉山脈、東高止山脈和西高止山脈、摩臘婆高原、喬塔納格浦爾高原（英语：Chhota Nagpur Plateau）、南加努利地塊（Southern Garanulite terrain）、和刻赤-卡提亞瓦爾高原（Kutch Kathiawar plateau）。
- 印度河-恆河平原
- 塔爾沙漠
- 海岸平原：分為東海岸平原和西海岸平原。
- 島嶼：包括安達曼-尼科巴群島和拉克沙群島。

### 喜馬拉雅山脈

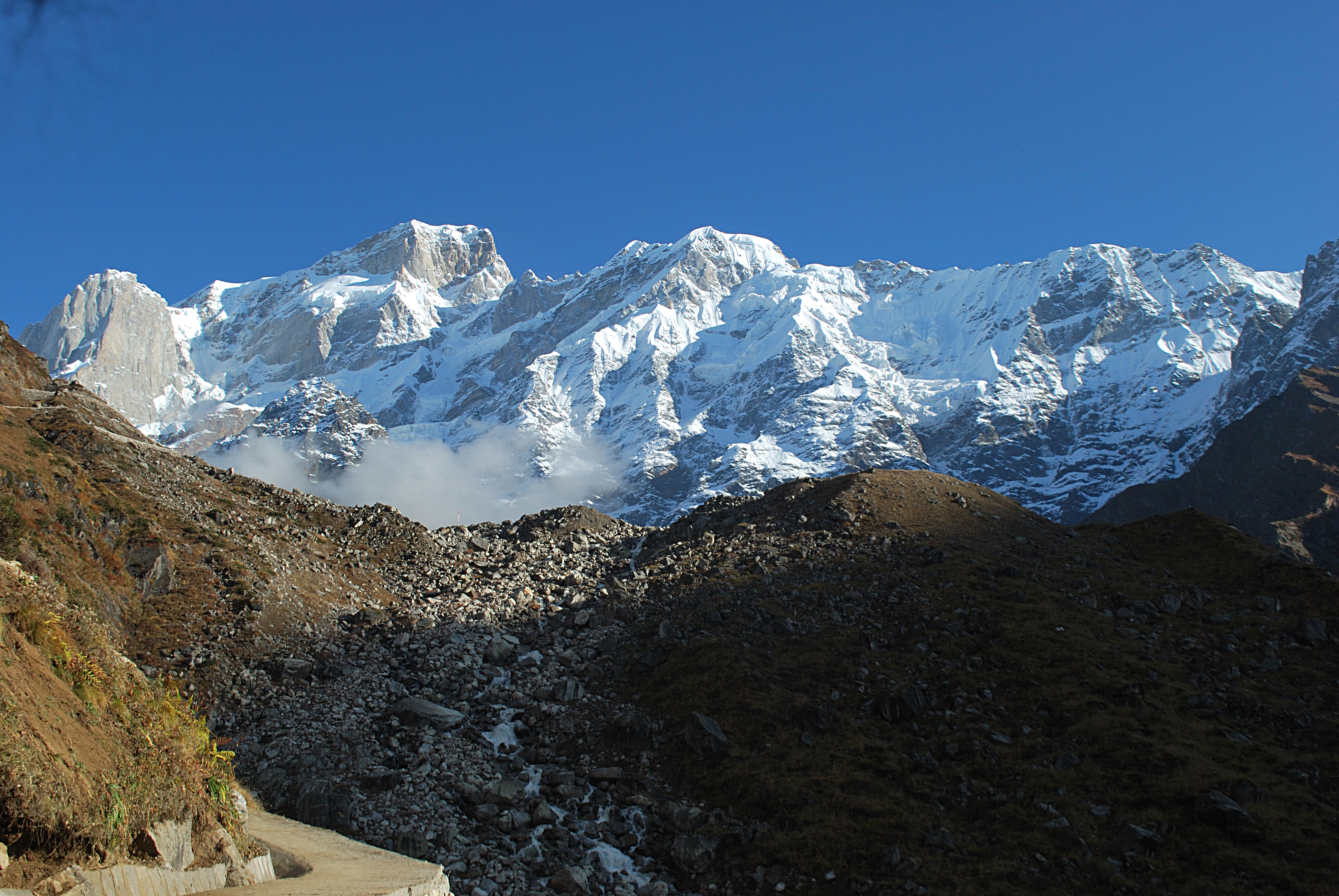
印度加爾瓦爾喜馬拉雅山脈中的凱達納特山。

喜馬拉雅山脈、興都庫什山脈和帕凱山所形成的弧形山脈，是印度次大陸北部的天然屏障。這些山脈是由印度板塊和歐亞大陸板塊持續的碰撞所形成。這些山脈中有世界上一些最高的山峰，它們除能阻擋寒冷的極地風南下，也促進季風的形成，進而影響印度氣候。發源於這些山脈的河流流經肥沃的印度河-恆河平原。這些山脈成為兩種生物地理分佈區之間的界線：覆蓋歐亞大陸大部分地區的溫帶以及包括南亞、東南亞和印尼的熱帶和亞熱帶的東洋界。
喜馬拉雅山脈從北部的拉達克延伸到東部的阿魯納查邦。印度境內有多座海拔超過7,000公尺（23,000英尺）的喜馬拉雅山峰，包括錫金邦和尼泊爾邊境的干城章嘉峰（8,598公尺，或28,209英尺）和北阿坎德邦的加爾瓦爾喜馬拉雅山脈的楠達德維山（7,816公尺（25,643英尺））。雪線在錫金邦地區約為海拔6,000公尺（20,000英尺），而在拉達克地區則約為海拔3,000公尺（9,800英尺）。喜馬拉雅山脈阻擋從中亞而來，寒冷的下降風。因此印度北部在冬季保持溫暖或僅輕微降溫，但在夏季卻導致印度大部分地區相對炎熱。
- 喀喇昆侖山脈穿過拉達克。此山脈長約500公里（310英里），是地球上除極地地區之外受冰河覆蓋最密集的地區。錫亞琴冰川長76公里（47英里），是全球第二長的冰河，僅次於南極的蘭伯特冰川。[23]喀喇昆侖山的南界由印度河和什約克河形成，將該山脈與喜馬拉雅山脈的西北端隔開。
- 帕特凱山脈，位於印度東部與緬甸接壤的附近。此山脈的形成與喜馬拉雅山脈的形成方式相同。帕特凱山脈的物理特徵有錐形山峰、陡峭的山坡和深谷。帕特凱山脈不如喜馬拉雅山脈崎嶇或高聳。前者包含三個山脈：帕特凱-布姆山脈（Patkai–Bum）、加羅丘陵-卡西丘陵-賈因蒂亞丘陵（Jaintia Hills）和盧賽丘陵。加羅丘陵-卡西丘陵位於梅加拉亞邦。在這些山脈迎風面的一個名為毛辛拉姆的村莊，其年降雨量極高，以世界上最潮濕的地方而聞名。[24]

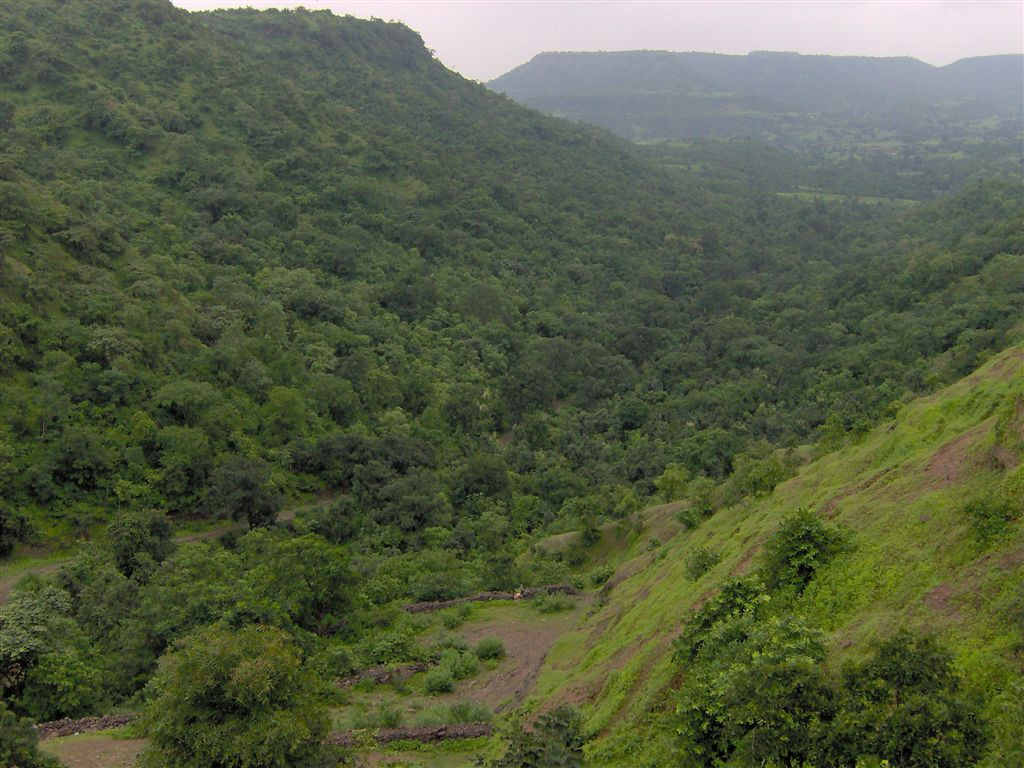
印度中部的溫迪亞山脈。

### 半島高原

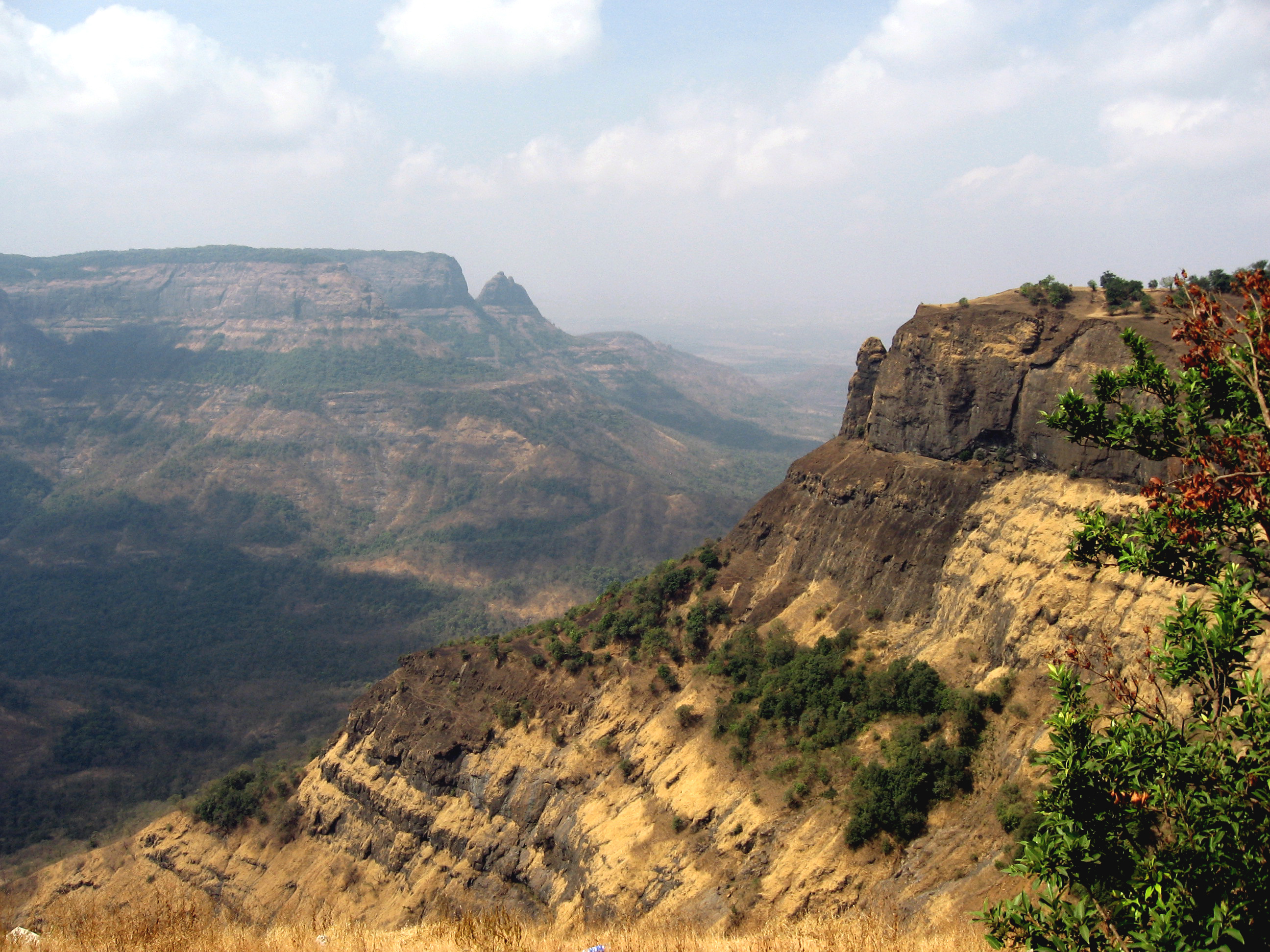
靠近馬哈拉什特拉邦馬泰蘭的西高止山脈。

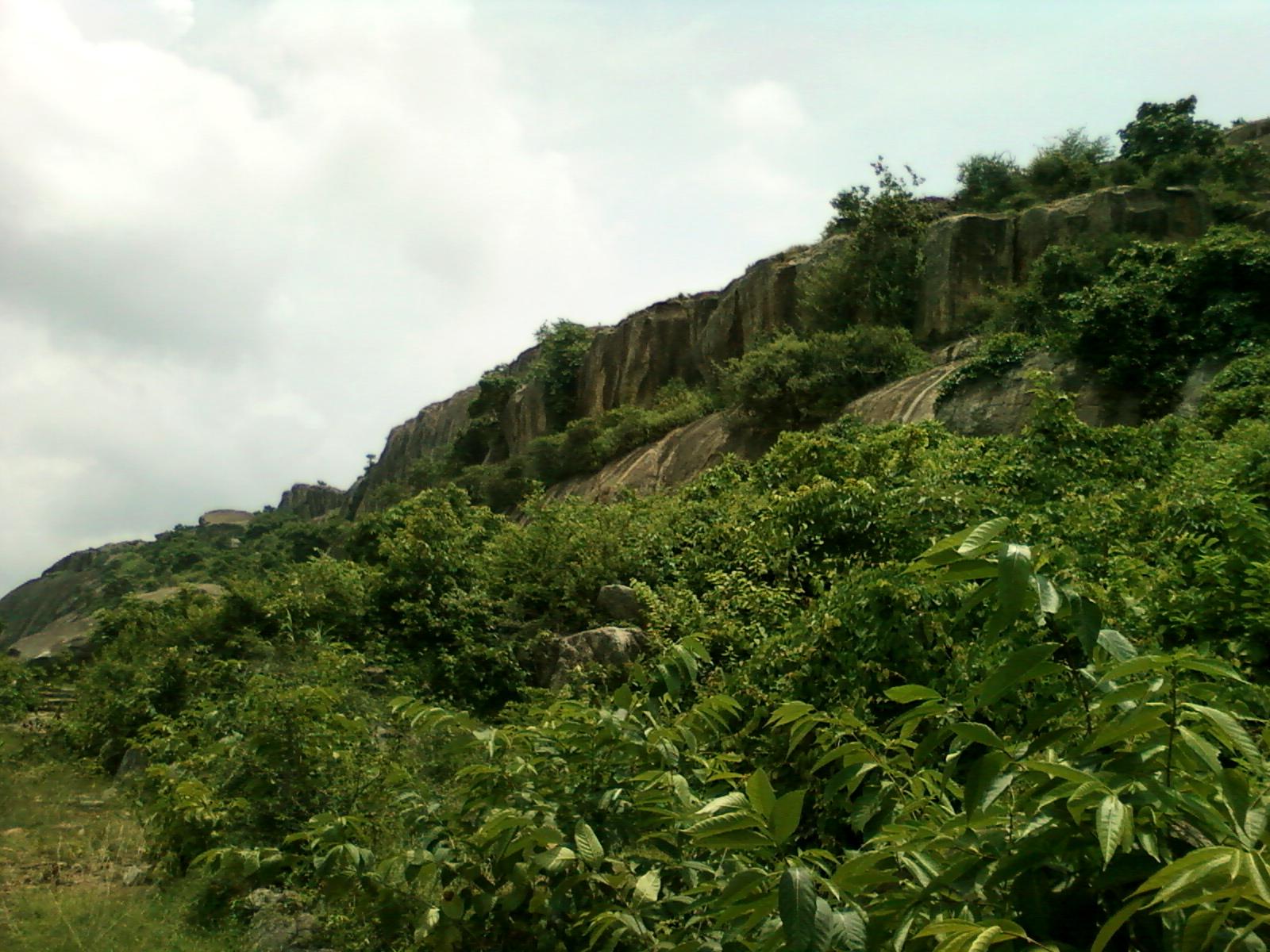
印度高原的乾燥落葉及荊棘林。

這是印度次大陸上一個位於西高止山脈和東高止山脈之間的大型區域，鬆散地定義為這些山脈之間及訥爾默達河以南的地區。它曾是古代岡瓦納大陸的一部分，這片土地是印度最古老、最穩定的土地。
- 山脈（從左上角開始，順時針方向）
  - 阿拉瓦利嶺，是印度最古老的山脈，從東北向西南方向橫跨拉賈斯坦邦，延伸約800公里。[25]
  - 溫迪亞山脈位於薩特布拉山脈以北、阿拉瓦利嶺以東，橫跨印度中部大部分地區，延伸1,050公里（650英里）。[26]
  - 薩特布拉山脈位於溫迪亞山脈以南、阿拉瓦利嶺以東，始於古吉拉特邦東部，靠近阿拉伯海海岸，向東延伸至馬哈拉什特拉邦、中央邦和恰蒂斯加爾邦。延伸900公里（560英里），擁有許多高於1,000公尺（3,300英尺）的山峰。[26]
- 高原（從左上角開始，順時針方向）
  - 摩臘婆高原橫跨拉賈斯坦邦、中央邦和古吉拉特邦。摩臘婆高原的平均海拔為500公尺，地勢一般向北傾斜。
  - 小納格浦爾高原（英语：Chhota Nagpur Plateau）位於印度東部，覆蓋賈坎德邦的大部分地區和鄰近的奧迪薩邦、比哈爾邦和恰蒂斯加爾邦的部分地區。
  - 德干高原，也稱為德干玄武岩台地（Deccan Trapps），是一個巨大，呈三角形的高原，北面以溫迪亞山脈為界，兩側為東、西高止山脈。德干高原總面積為190萬平方公里（73萬平方英里）。地勢大多平坦，海拔在300公尺到600公尺（980到1970英尺）之間。
  - 刻赤-卡提亞瓦爾高原位於古吉拉特邦。卡提亞瓦半島位於古吉拉特邦西部，被刻赤灣（Gulf of Kutch）和坎貝灣所環繞（Gulf of Khambat）。

#### 加特（Ghat）

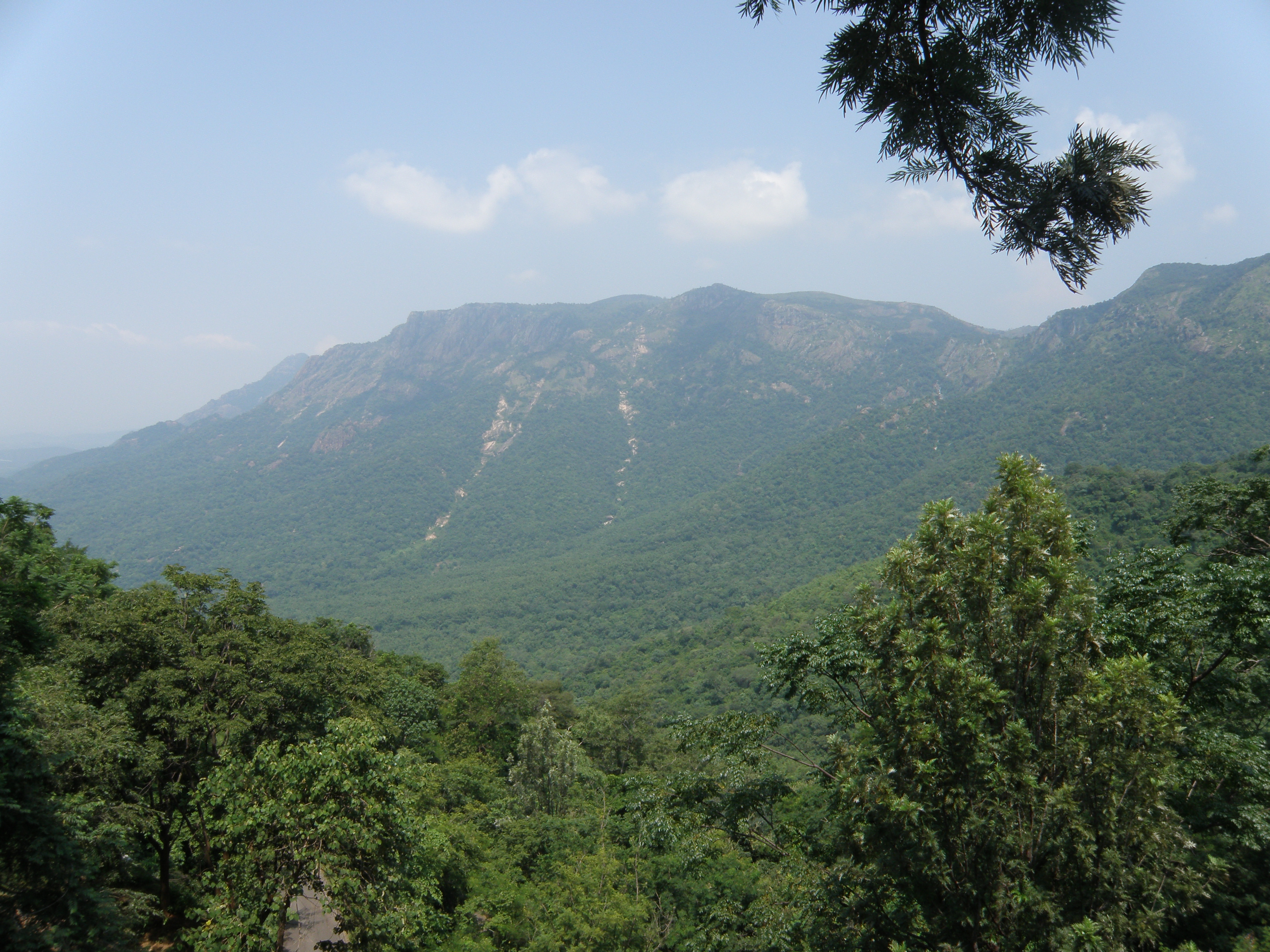
位於坦米爾那都邦東高止山脈的科爾利山。

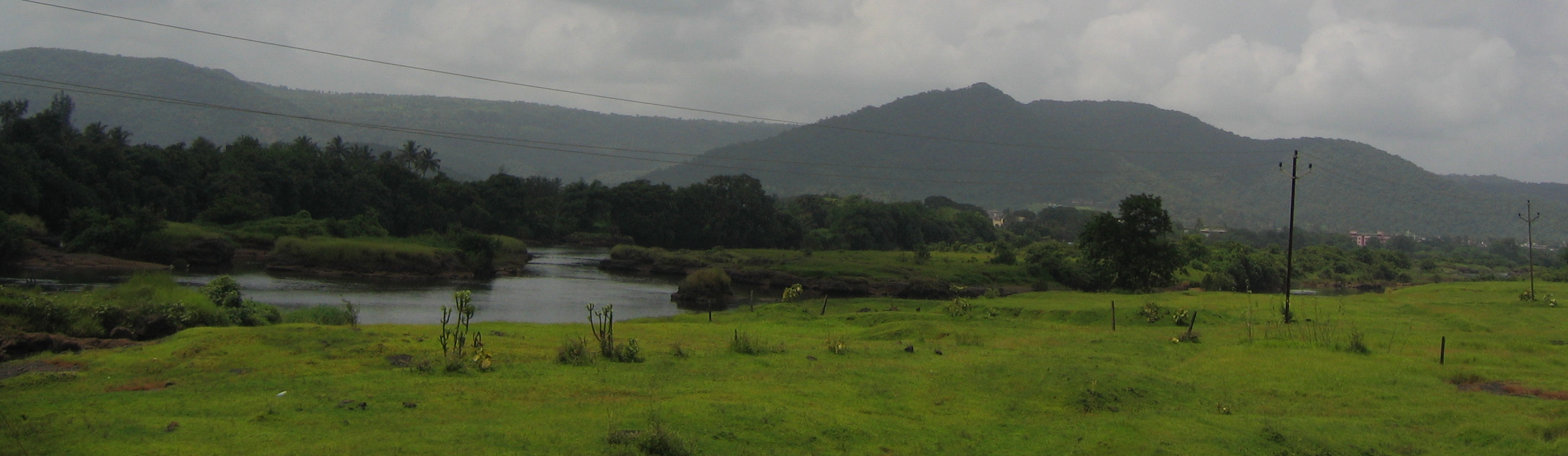
西高止山脈

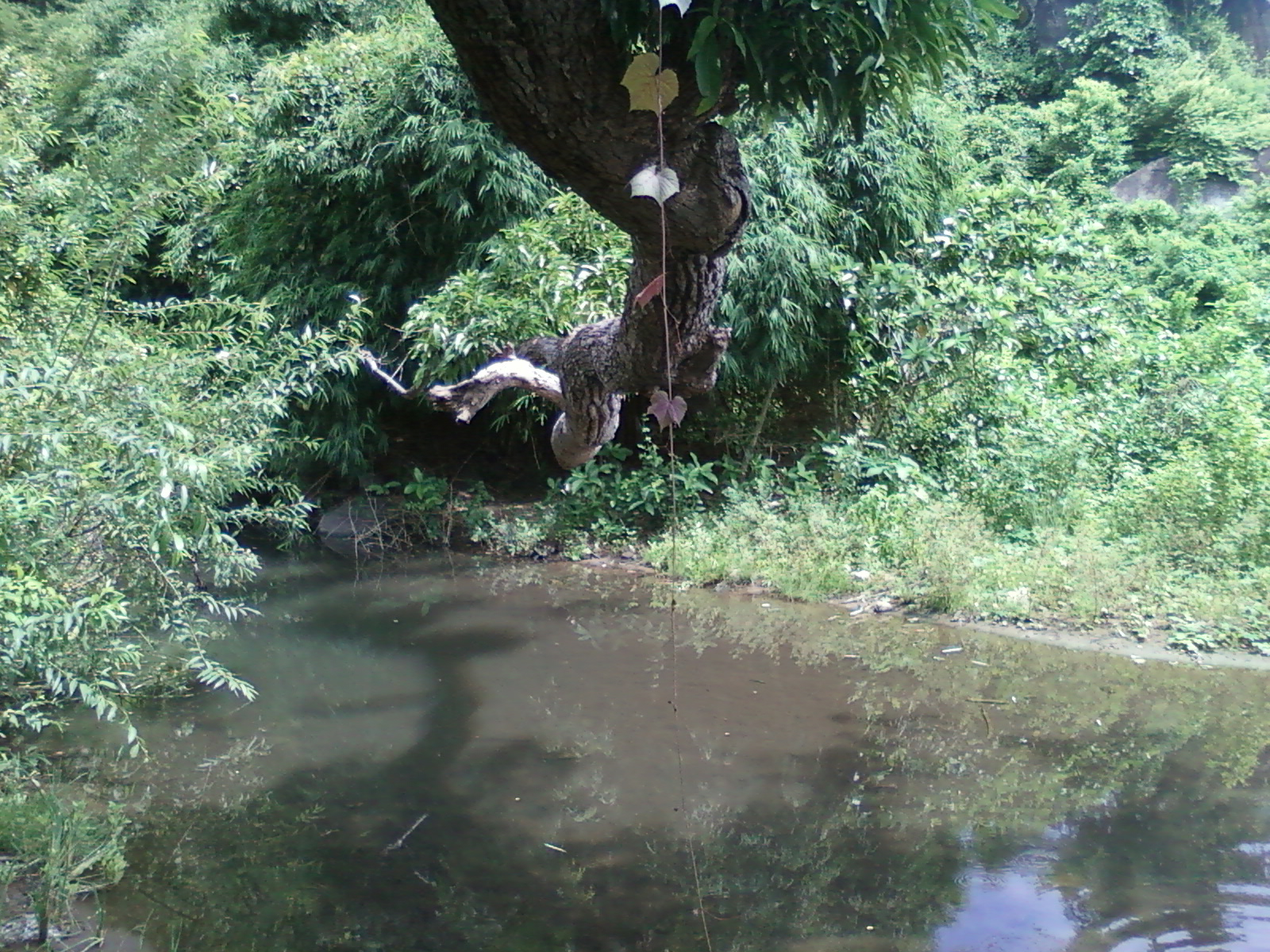
位於安德拉邦東高止山脈的乾燥常綠林。

"加特"（Ghati，印地語：घाटी）的意思是山谷。在馬拉提語、印地語、古加拉特語和康納達語中，"加特"用於描述穿越山脈的困難通道。其中一個這樣的通道是博爾加特，它連接科波利和洛納瓦拉兩鎮，位於孟買以北約80公里（50英里）的NH4國道上。卡納塔卡邦的查爾馬迪加特也很著名。在許多情況下，這個"加特"也指的是山脈本身，如西高止山脈和東高止山脈。"Ghattam"在馬拉雅拉姆語中也指山脈，與所指山脈的名稱一起使用（例如，paschima ghattam指西高止山脈），而通道則稱為"churam"。印度東海岸的東高止山脈和印度西海岸的西高止山脈是印度半島最大的"加特"。
- 西高止山脈，也稱為薩海德里山脈（Sahyadri ，仁慈山脈），沿著印度德干高原的西緣延伸，將其與阿拉伯海沿岸狹窄的海岸平原隔開。此山脈的面積有140,000平方公里，綿延1,600公里（990英里），與印度半島西海岸平行，從古吉拉特邦-馬哈拉什特拉邦邊界附近的達布蒂河以南，穿越喀拉拉邦、坦米爾那都邦、卡納塔卡邦、果阿邦、馬哈拉什特拉邦和古吉拉特邦，一直延伸到德干高原的南端。[30]平均海拔約為1,000公尺（3,300英尺）。[31]喀拉拉邦阿奈馬萊丘陵的阿奈穆迪山（英语：Anamudi），海拔2,695公尺（8,842英尺），是西高止山脈的最高峰。[32]西高止山脈是聯合國教育、科學及文化組織（UNESCO）所認定的世界遺產，也是世界上八大"生物多樣性熱點"之一。[33][34]
- 東高止山脈是印度東海岸的一系列不連續山脈，受到印度南部的4條主要河流，即默哈訥迪河、戈達瓦里河、克里希納河和高韋里河侵蝕和分割。[35]山脈從西孟加拉邦延伸到奧迪薩邦，再通過安德拉邦到南部的坦米爾那都邦，並經過卡納塔卡邦的部分地區和喀拉拉邦的瓦亞納德縣。東高止山脈與孟加拉灣之間的狹長地帶，就是科羅曼德海岸。

### 印度河-恆河平原

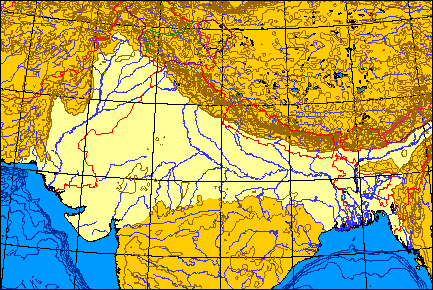
印度河-恆河平原橫跨南亞的範圍。

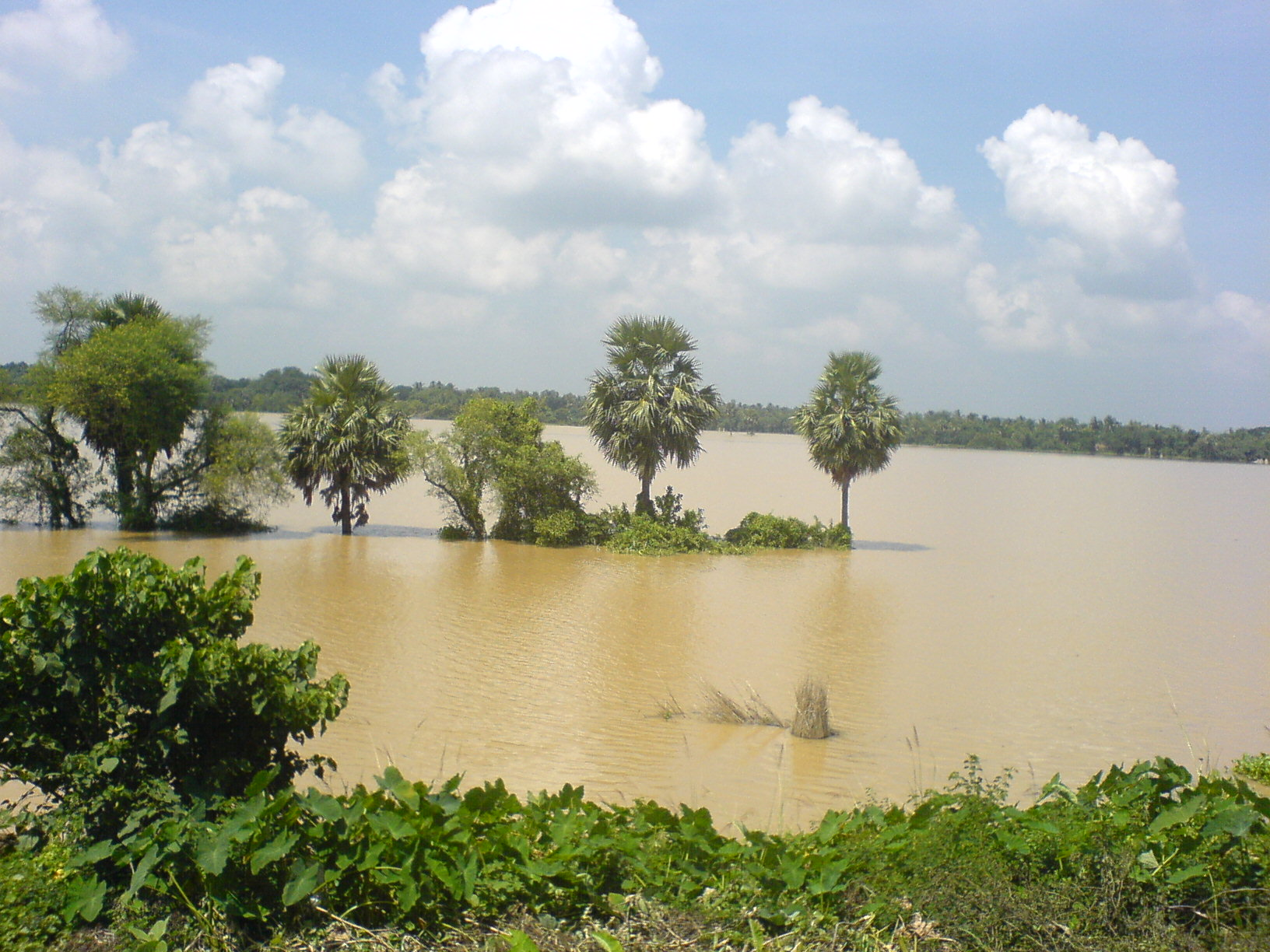
西孟加拉邦的季風豪雨導致許多地區處於淹水狀態。

印度河-恆河平原也被稱為大平原（Great Plains），是由印度河、恆河和布拉馬普特拉河三條主要河流沖積及塑造而成的肥沃平原。河流與喜馬拉雅山脈平行，從西部的查謨和喀什米爾延伸到東部的阿薩姆邦，涵蓋印度北部和東部的大部分地區，並延伸到巴基斯坦。此平原的面積為700,000平方公里（270,000平方英里）。地區中除主要河流如恆河、印度河和布拉馬普特拉河外，還包含它們的主要支流 - 亞穆納河、昌巴爾河、戈默蒂河、加格拉河、戈西河、薩特萊傑河、拉維河、比亞斯河、奇納布河和提斯塔河，以及恆河三角洲的河流，如梅克納河。
大平原有時被分為四個部分：
- 巴布爾帶（英语：Bhabar）位於喜馬拉雅山麓，由溪流沖刷下來的巨石和鵝卵石組成。
- 特萊平原位於巴布爾帶的南側，由較新的沖積物組成。
- 邦加爾帶（Bangar belt）由較古老的沖積物組成，構成洪氾平原的沖積台地。
- 卡達爾帶（Khadar belt）位於邦加爾帶之後的低地地區。此帶由流經平原河流帶來較新的沖積物組成。

印度-恆河平原是世界上最廣闊的連續沖積層平原，由眾多河流帶來淤泥形成，地形平坦，有利於通過人工渠道進行灌溉。該地區也有豐富的地下水資源。此平原是世界上農業最密集的地區之一。主要是進行水稻與小麥兩種作物的輪作。其他重要作物有玉米、甘蔗和棉花。印度河-恆河平原是世界上人口最稠密的地區之一。

### 塔爾沙漠

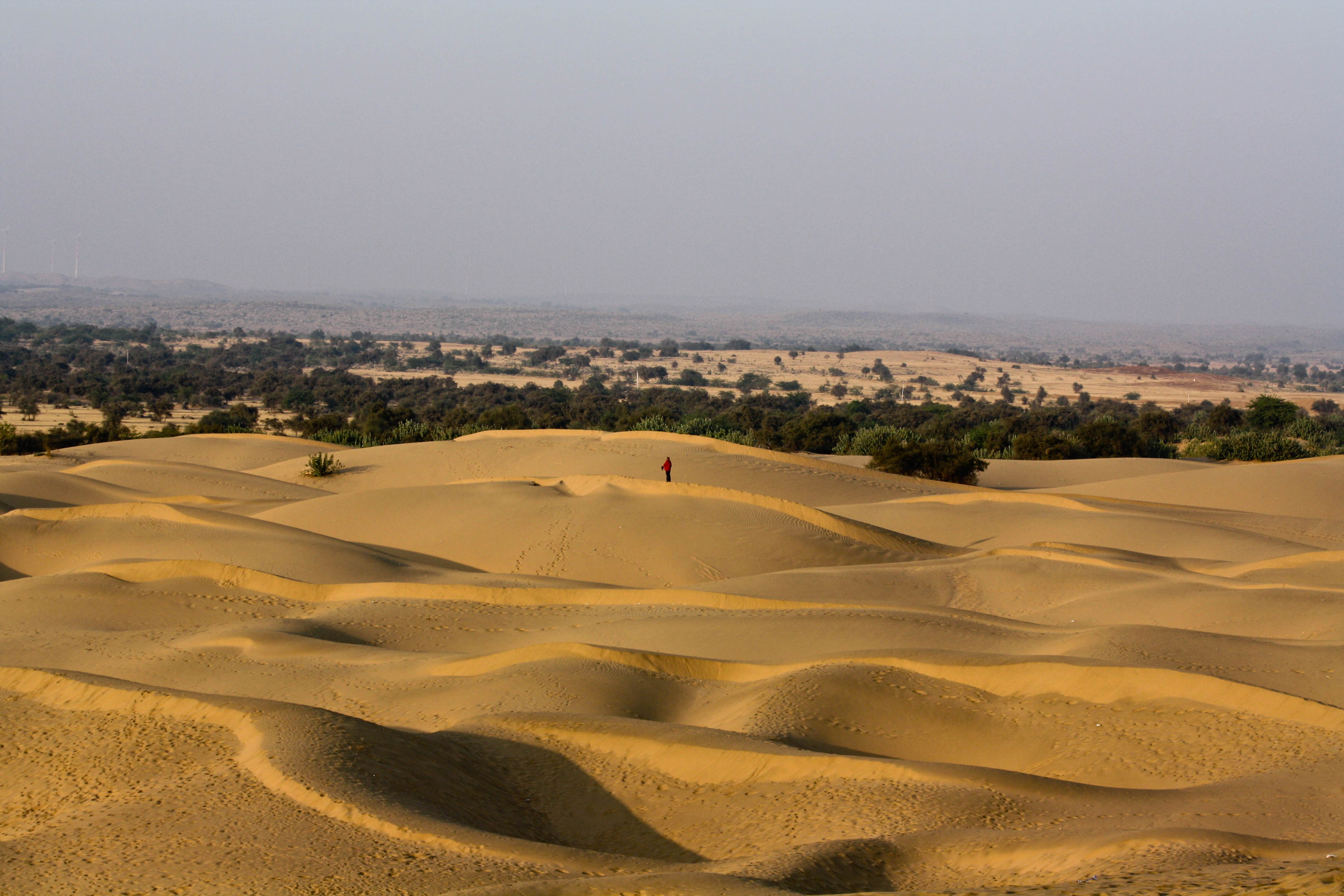
塔爾沙漠（拉賈斯坦邦）。

根據一些估算，塔爾沙漠（或逕被稱沙漠）是世界第7大沙漠，而根據另一些估算，它是第10大沙漠。它佔印度西部的甚大部分，面積為200,000至238,700平方公里（77,200至92,200平方英里）。此沙漠持續延伸到巴基斯坦（該國稱喬利斯坦沙漠。塔爾沙漠大部分位於拉賈斯坦邦，佔該邦面積的61%。
此沙漠大約有10%是沙丘，所餘90%由崎嶇的岩石、乾涸的鹽湖底部以及沙丘間和固定沙丘區域組成。降雨量不穩定且不規律，從極西部的不足120毫米（4.7英寸）到東部的375毫米（14.8英寸）不等。該地區唯一的河流是盧尼河。水資源稀少且存在於地底深處，深度從地表以下30到120公尺（98到394英尺）不等。乾旱地區的土壤質地通常為砂質到砂壤土。其堅硬程度和深度隨地形特徵而變化。地勢較低的壤土較重，可能含有硬黏土層、碳酸鈣或石膏。
位於印度西部古吉拉特邦的刻赤縣和馬哈拉什特拉邦的科伊納（Koyna ）被歸類為地震四區（高風險）地區。2001年印度古吉拉特邦大地震的震央位於刻赤縣的布吉市，造成1,337多人死亡，166,836人受傷，並摧毀或損壞近百萬戶家庭。發生於馬哈拉什特拉邦的1993年拉圖爾地震，造成7,928人死亡，30,000人受傷。此外的地區發生地震的風險等級為中等至低度。

### 海岸平原

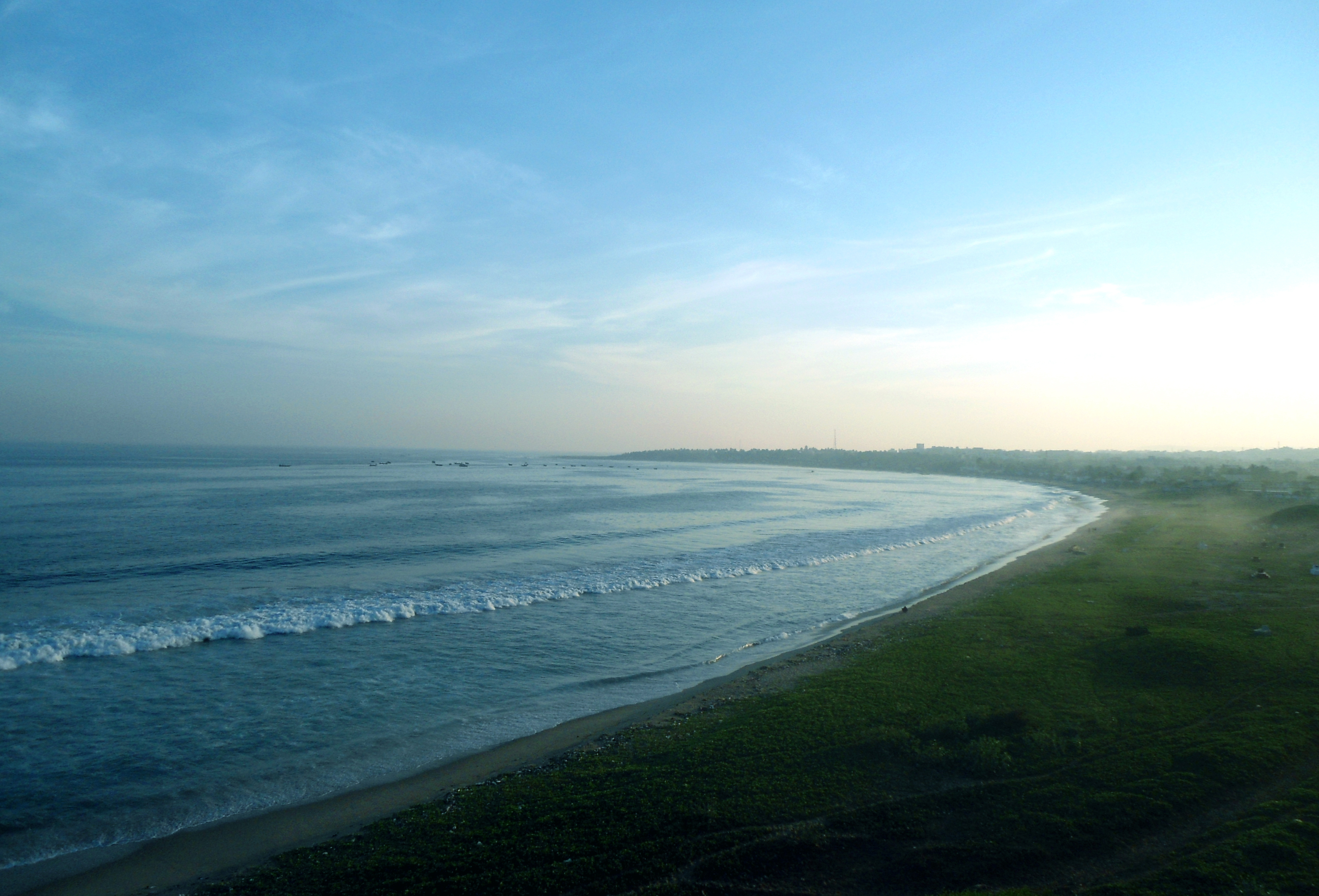
孟加拉灣畔，安得拉邦維沙卡帕特南海灘一景。

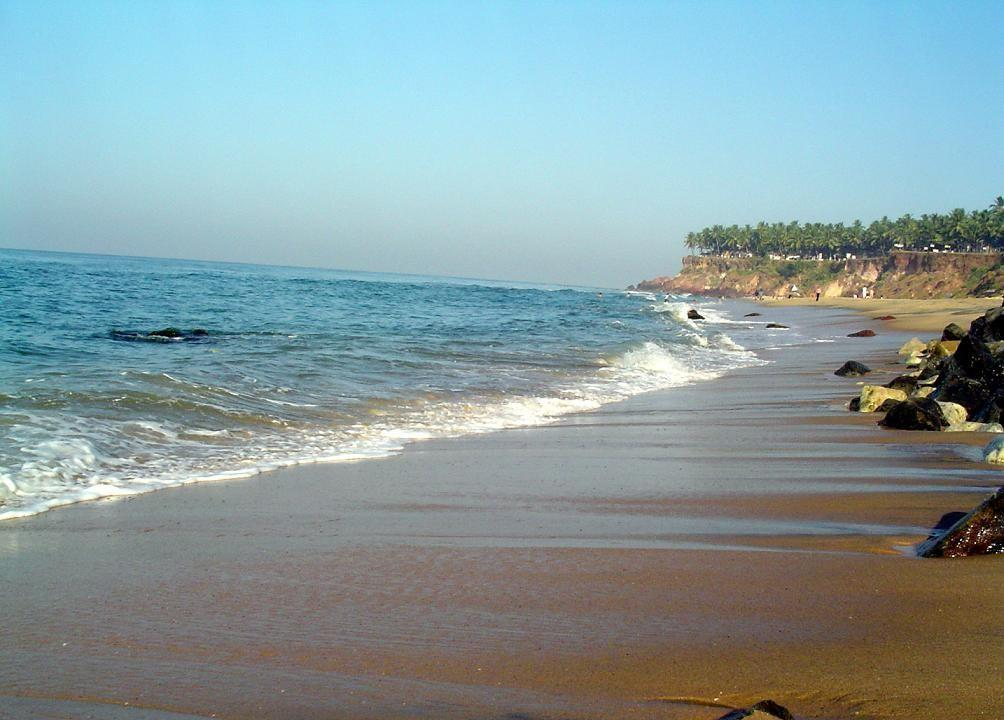
喀拉拉邦瓦爾卡拉臨阿拉伯海的海邊一景。

東部海岸平原是一片廣闊的土地，位於東高止山脈和印度海邊之間，從南部的坦米爾那都邦延伸到東部的西孟加拉邦。默哈訥迪河、戈達瓦里河、高維里河和克里希納河流經這些平原。沿海地區的氣溫經常超過30°C（86°F），而且濕度很高。該地區同時受到東北季風和西南季風降雨的影響。西南季風分為兩支 - 孟加拉灣支和阿拉伯海支。孟加拉灣支於6月初向北移動，穿越印度東北部。阿拉伯海支向北移動，將大部分雨水降在西高止山脈的迎風面上。此地區年平均降雨量在1,000至3,000毫米（39至118英寸）之間。平原的寬度在100至130公里（62至81英里）之間。海岸平原共分為6個區域——默哈訥迪三角洲、南安德拉邦平原、克里希納-戈達瓦里三角洲、科摩林角海岸、科羅曼德海岸和沙質海岸。
西部海岸平原是一條狹窄的地帶，夾在西高止山脈和阿拉伯海之間，寬度從50到100公里（31到62英里）不等。它從北部的古吉拉特邦延伸到馬哈拉什特拉邦、果阿邦、卡納塔卡邦和喀拉拉邦。該地區佈滿眾多河流和灌溉渠。大多數河流起源於西高止山脈，流速快，通常終年不斷，流入主要河流。當地流入大海的主要河流有達布蒂河、訥爾默達河、曼杜比河和祖阿里河。植被主要是落葉植物，但馬拉巴爾海岸濕潤森林自成一獨特的生態區域。西部海岸平原可分為兩個部分，康坎海岸和馬拉巴爾海岸。

### 島嶼

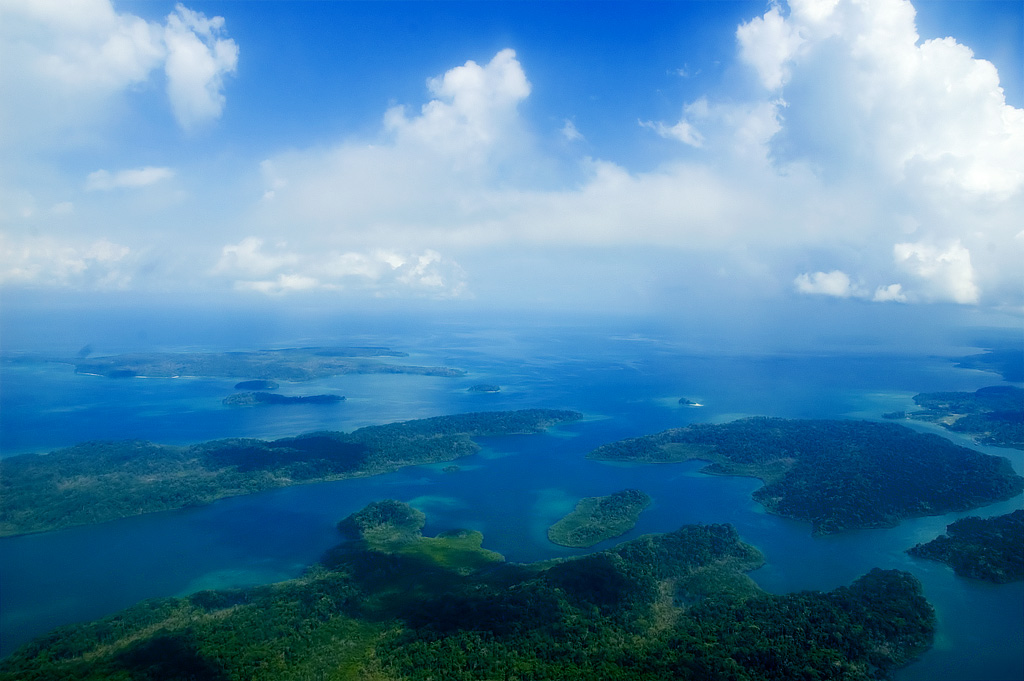
空中俯瞰安達曼群島一景。

印度有兩個主要島嶼群 - 拉克沙群島和安達曼-尼科巴群島，都是聯盟屬地。
拉克沙群島位於阿拉伯海，距離喀拉拉邦海岸200至440公里（120至270英里），面積為32平方公里（12平方英里）。由12個環礁、3個礁石和5個沉沒的暗礁組成，總共約有35個島嶼和小島。
安達曼-尼科巴群島位於北緯6°至14°和東經92°至94°之間，由572個島嶼組成，位於孟加拉灣，靠近緬甸海岸，南北軸線長度約910公里，距離加爾各答1,255公里（780英里），距離緬甸尼格萊角193公里（120英里）。此群島由兩個島嶼群組成，即安達曼群島和尼科巴群島。安達曼群島有325個島嶼，面積為6,170平方公里（2,380平方英里），尼科巴群島有247個島嶼，面積為1,765平方公里（681平方英里）。印度唯一的活火山位於巴倫島上，最近一次噴發發生在2017年。納孔達姆島上有座休眠火山，在巴拉唐島有一座泥火山。印度最南端的陸地 - 印地拉點（北緯6°45'10″，東經93°49'36″） - 位於尼科巴群島，距離印尼的蘇門答臘島東南方僅189公里（117英里）。群島中最高點是圖利耶山，海拔642公尺（2,106英尺）。
印度的其他重要島嶼有第烏島（前葡萄牙殖民地）、布拉馬普特拉河上的河流島嶼馬久利島、孟買港的象島和安德拉邦的障壁島斯里哈里科塔島。撒爾塞特島是印度人口最多的島嶼，孟買大都會區和塔那市的一部分都位於島上。吉拉特邦的刻赤灣（Gulf of Kutch）中有42個島嶼，建有刻赤海洋國家公園。

## 自然資源

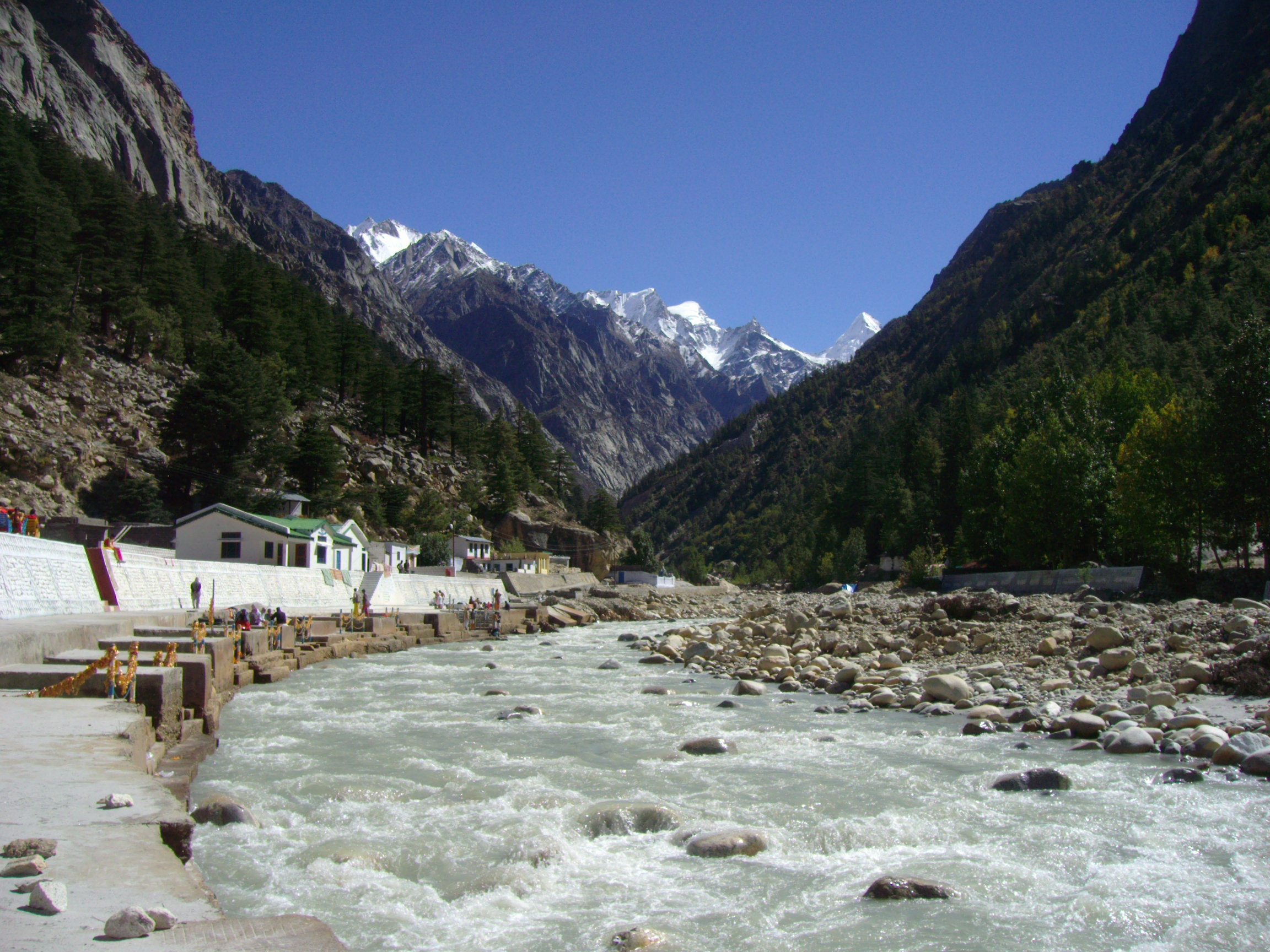
位於北阿坎德邦根戈德里的帕吉勒提河，是恆河的源頭。

印度主要的自然資源開發產業有水產業、農業、採礦業和石油產品。印度擁有世界第18大的專屬經濟海域（EEZ），總面積為2,305,143平方公里（890,021平方英里）。它包括位於印度西南部海岸拉克代夫海的拉克沙群島，和於孟加拉灣及安達曼海的安達曼-尼科巴群島。

### 生態資源
印度在2019年被列為受氣候變化影響最為嚴重的國家之一。青藏高原的氣溫上升導致喜馬拉雅山脈中的冰河退縮，威脅著恆河、布拉馬普特拉河、印度河、亞穆納河和其他主要河流的流量。世界自然基金會 (WWF) 於2007年發表的一份報告指出印度河可能因此原因而會乾涸。預計嚴重的山體滑坡和洪水將在阿薩姆邦等地變得越來越常見。印度的平均氣溫於1901年至2018年期間上升0.7°C (1.3°F)。根據一些當前的預測，印度的乾旱次數和嚴重程度將會在本世紀末顯著增加。預計生態災難，例如1998年導致拉克沙群島和安達曼群島珊瑚礁生態系統中70%以上的珊瑚死亡（珊瑚白化事件）係由與全球變暖相關的海水溫度升高所引起，也將變得越來越為常見。

#### 水體

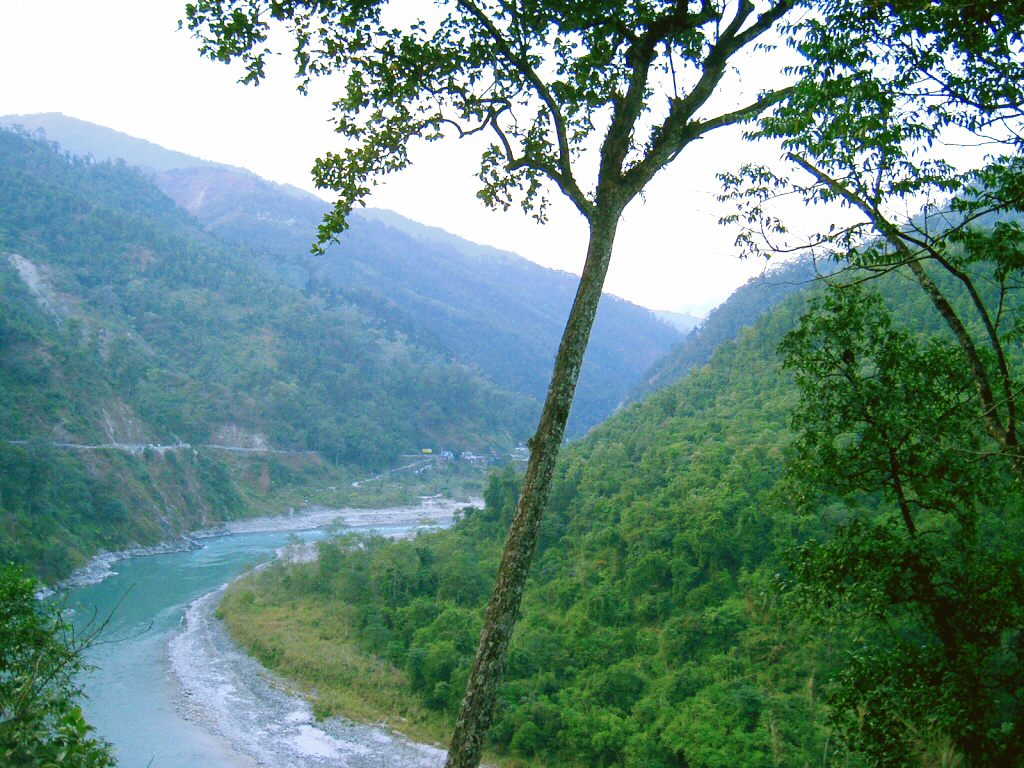
在西孟加拉邦大吉嶺喜馬拉雅山區的城鎮 - 卡林邦附近，印度31A國道沿著提斯塔河岸蜿蜒而行。

印度約有14,500公里的內陸航道。全國有12條河流被列為主要河流，總流域面積超過2,528,000平方公里（976,000平方英里）。印度所有主要河流都起源於3個主要源頭中的一個：
- 喜馬拉雅山脈和喀喇崑崙山脈
- 印度中部溫迪亞山脈和薩特普拉山脈
- 印度西部的薩海德里山脈（即西高止山脈）

喜馬拉雅山脈河流網絡的水來自冰河及雪水，全年持續供應。其他兩個河流系統依賴季風帶來的降水，在旱季缺水時會縮減成小溪。流向旁遮普邦的喜馬拉雅山脈河流有印度河、傑赫勒姆河、奇納布河、拉維河、比亞斯河和薩特萊傑河。
恆河-布拉馬普特拉河-梅格納河系統擁有最大的流域面積（約1,600,000平方公里，或是620,000平方英里）。僅恆河流域就有有約1,100,000平方公里（420,000平方英里）。恆河起源於北阿坎德邦的根戈德里冰川。這條河往向東南流向，進入孟加拉灣。（亞穆納河和戈默蒂河也起源於喜馬拉雅山脈西部，在平原上與恆河匯合）。布拉馬普特拉河起源於中國西藏，在那兒稱為雅魯藏布江），在最東部的阿魯納查邦進入印度，然後向西流經阿薩姆邦。布拉馬普特拉河，與恆河在孟加拉國合併後，被當地稱為賈木納河。
昌巴爾河發源於溫迪亞河-薩特普拉河分水嶺，是亞穆納河的一條支流，最終匯入恆河。河流向東流。從前述分水嶺向西流的河流是訥爾默達河和達布蒂河，它們經由古吉拉特邦進入阿拉伯海。從東向西流的河流網絡佔印度河流總流出量的10%。

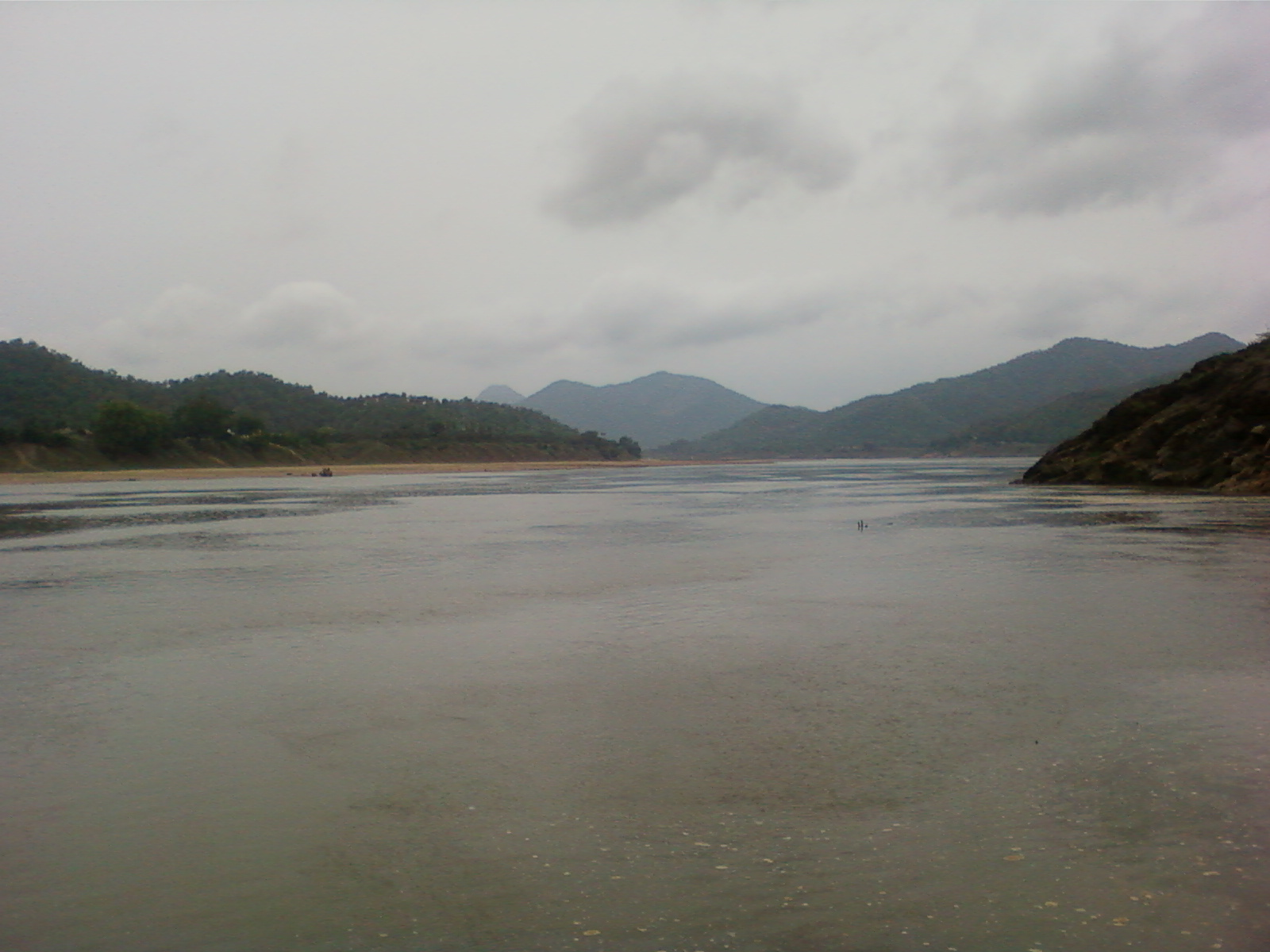
位於帕皮丘陵（Papi Hills）的戈達瓦里河。

（西高止山脈是所有德干高原河流的源頭，包括戈達瓦里河、克里希納河和卡維里河，都流入孟加拉灣。這些河流佔印度河流總流出量的20%）。西南季風帶來的大量降雨會導致布拉馬普特拉河和其他河流氾濫，經常淹沒周邊地區。雖然這些洪水為稻農提供可靠的灌溉水源和養分來源，但它們也奪去數以千計的人命，並常導致這些地區人們失去家園。
印度的主要海灣有康貝灣、刻赤灣和曼納灣。海峽中有保克海峽（介於印度與斯里蘭卡之間）、十度海峽（介於安達曼群島與尼科巴群島之間）和八度海峽（將拉克沙群島和阿明迪維群島與南部的米尼科伊島分開）。重要的海角包括甘尼亞古馬里（Kanyakumari）（以前稱為科摩林角，為印度大陸的最南端），印地拉點，印度最南端（在大尼科巴島），羅摩橋和卡利梅爾點。阿拉伯海位於印度西部，孟加拉灣和印度洋分別位於該國東部和南部。較小的海域包括拉克代夫海和安達曼海。印度有四個珊瑚礁，位於安達曼-尼科巴群島、曼納灣、拉克沙群島和刻赤灣。重要的湖泊有拉賈斯坦邦最大的鹹水湖桑珀爾鹽湖、喀拉拉邦的韋姆巴納德湖、安德拉邦的戈萊魯湖、曼尼普爾邦的洛克塔克湖、喀什米爾的達爾湖、奧迪薩邦的吉爾卡湖（瀉湖）和喀拉拉邦的薩斯塔科塔湖。

#### 濕地

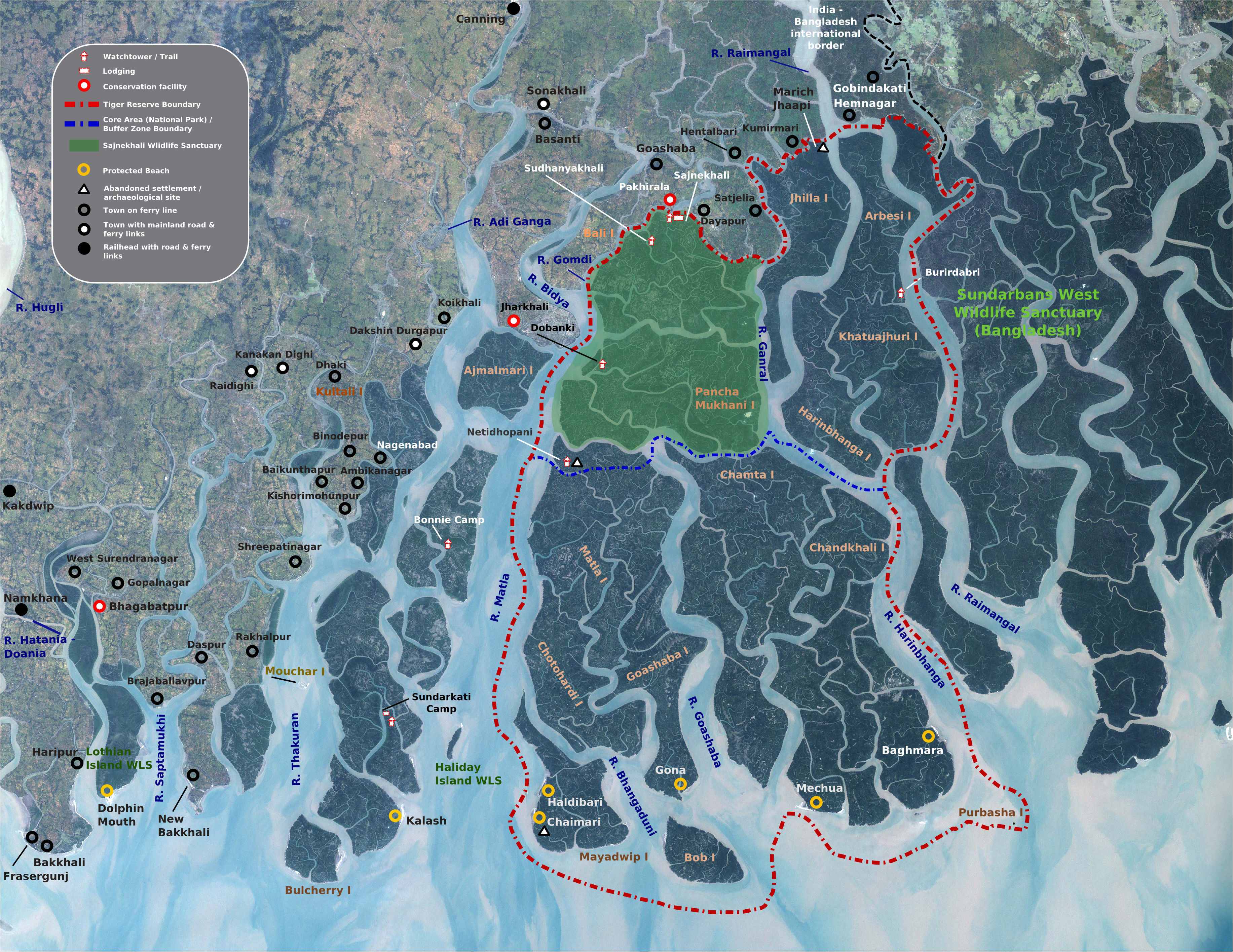
印度巽德班（於西孟加拉邦）的地圖。

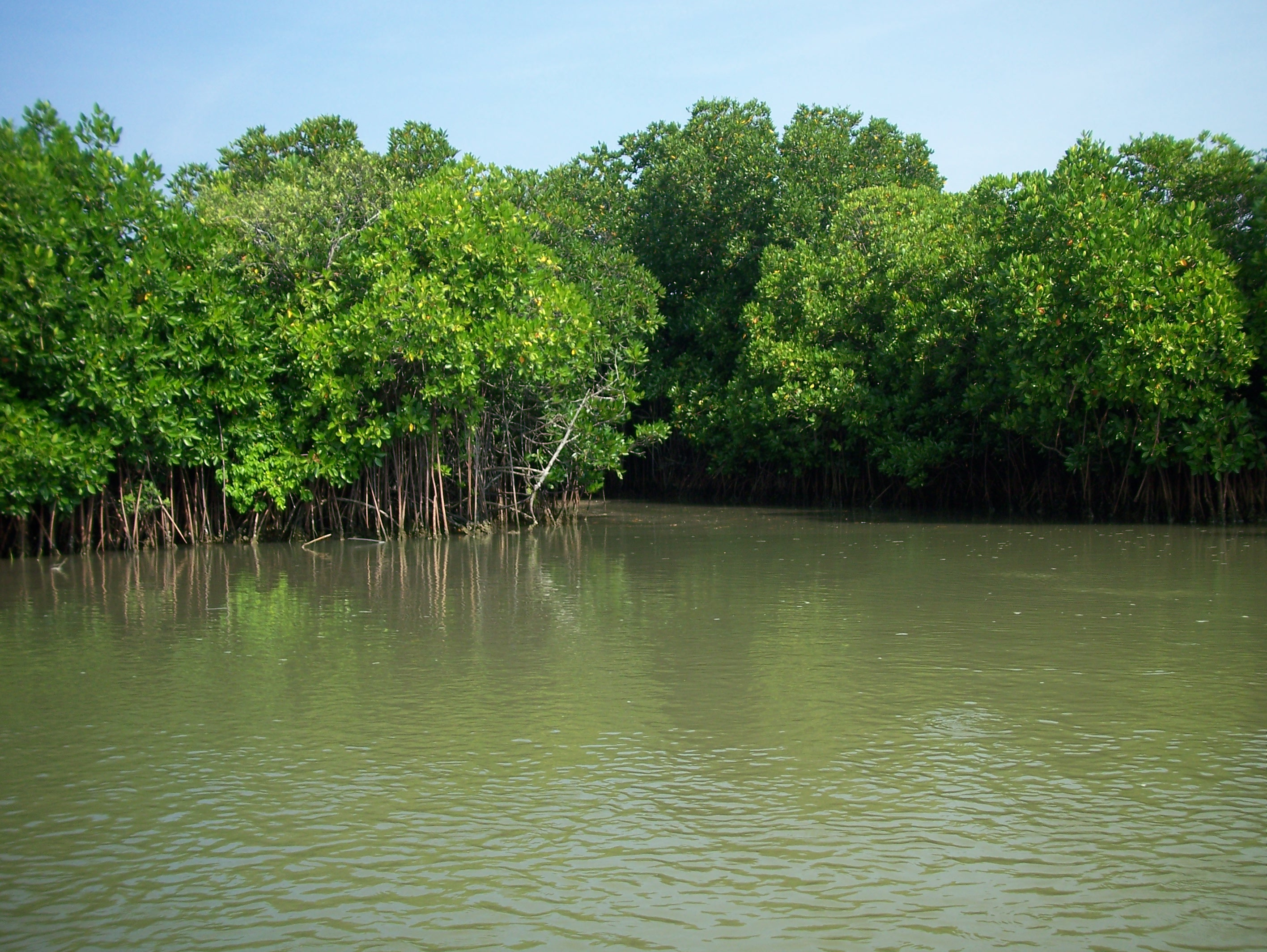
於皮查瓦拉姆（坦米爾那都邦）的紅樹林。

印度的濕地生態系統分布廣泛，從寒冷乾燥的查謨和喀什米爾邦的拉達克地區到濕熱的印度半島地區均有。大多數濕地直接或間接與河流網絡相連。印度政府已設立共71個濕地保育區，其同時是保護區和國家公園的一部分。沿著整個印度海岸線有紅樹林存在的避風河口、小溪、止水區、鹽沼和泥灘中。印度紅樹林面積總計有4,461平方公里（1,722平方英里），佔世界紅樹林總面積的7%。重要的紅樹林覆蓋區位於安達曼和尼科巴群島、巽德班（三角洲）、刻赤灣以及默哈訥迪河、戈達瓦里河和克里希納河的三角洲。馬哈拉什特拉邦、卡納塔克邦和喀拉拉邦的部分地區也擁有廣大的紅樹林。
巽德班的紅樹林面積為世界第一，位於恆河入海口，橫跨孟加拉國和印度西孟加拉邦。巽德班三角洲是UNESCO所認定的世界遺產，但被分為巽德班（孟加拉國）和巽德班國家公園（印度），由兩國各自管理。巽德班由複雜的潮汐水道、泥灘和耐鹽紅樹林樹群交織而成。該地區以其多樣化的動物群而聞名，是各種鳥類、斑鹿、鱷魚和蛇的家園。其中最著名的動物是孟加拉虎。估計該地現有400只孟加拉虎和約30,000只斑鹿。
刻赤大鹽沼是一個位於古吉拉特邦西北部和巴基斯坦信德省邊境的沼澤地區，佔地27,900平方公里（10,800平方英里）。該地區最初是阿拉伯海的一部分，由於地震等地質因素導致該地區成為一個大型鹹水潟湖，日後逐漸由淤泥填滿，變成一個季節性的鹽沼。該地區在季風季節變成淺沼澤，經常水深及膝。季風過後，水分逐漸消失，又變得乾涸。

#### 耕地
印度的耕地面積有1,597,000平方公里（394.6百萬英畝），為世界第二大（僅次於美國）。受到人工灌溉的耕地有826,000平方公里（215.6百萬英畝），排名世界第一，美國和中國依次排名在後。在印度1.6億公頃的耕地中，約有3,900萬公頃經由抽取地下水灌溉，另外2,200萬公頃利用渠道灌溉。印度於2010年只有約35%的農地有可靠的灌溉。印度約3分之2的耕地為雨養農業（依賴季風帶來的雨水）。

### 經濟資源

#### 礦物和礦石

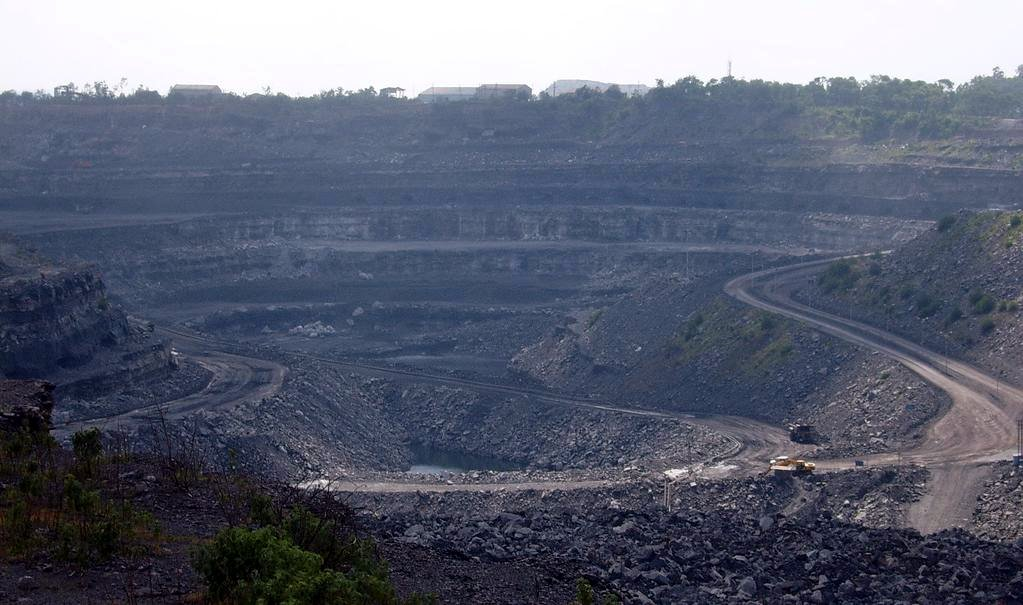
於賈坎德邦的露天開採煤礦.

印度是世界上最大的雲母塊和雲母片生產國。印度的重晶石和鉻鐵礦產量在全球排名第2。更新世地層富含礦物。印度是世界第3大煤碳生產國，鐵礦產量排名第4。印度是第5大鋁礬土生產國，是僅次於日本的第2大粗鋼生產國（截至2018年2月），第7大錳礦石生產國和第8大鋁生產國。印度擁有大量的鈦礦石、鑽石和石灰石蘊藏。印度擁有世界已知且經濟上可開採的釷儲量的24%（可在喀拉拉邦的海岸沿線開採）。過去曾在卡納塔卡邦的科拉爾金礦區開採黃金（目前已停止）。

#### 可持續水源
印度的可持續水資源數量估計為每年1,907.8立方公里。可用和可補充地下水資源的年供應量為3,500億立方公尺（350立方公里）。該國僅利用35%的地下水資源。每年約有4,400萬噸貨物通過該國的主要河流和水道運輸。地下水為印度灌溉渠提供40%的水。 全國有56%的土地用於農業。 黑土具有保濕性，是旱地農業和種植棉花、亞麻等的首選。 森林土壤用於種植茶葉和咖啡。 紅土含有大量的鐵質。

#### 能源
印度估計約有54億桶（860,000,000立方公尺）的石油儲量，位於孟買高地、上阿薩姆邦、康貝灣、克里希納河-戈達瓦里河盆地和考韋里盆地。在安德拉邦、古吉拉特邦和奧迪薩邦擁有約17兆立方英尺的天然氣儲量。在安德拉邦有鈾礦開採。印度在7個地區擁有400個中高熱能溫泉，可用於生產地熱能 - 位於喜馬拉雅山脈、索哈納、康貝灣、訥爾默達河-達布蒂河三角洲、戈達瓦里河三角洲與安達曼-尼克巴群島（特別是在有火山的巴倫島 (安達曼群島)）。

## 氣候

印度氣候依據柯本氣候分類法所得的分類圖。

根據柯本氣候分類法，印度擁有6種主要氣候亞型，從西部的乾旱沙漠、北部的高原山地苔原氣候和冰河，到西南部孕育熱帶雨林，以及島嶼領土的濕潤熱帶區。該國有4季：冬季（1月至2月）、夏季（3月至5月）、季風（雨季）（6月至9月）和後季風期（10月至12月）。
喜馬拉雅山脈阻擋從中亞吹來的寒冷下降風。北印度在冬季因此可保持溫暖或僅輕微降溫，而在夏季，同樣的現象使印度相對炎熱。雖然北回歸線 - 熱帶和亞熱帶之間的邊界 - 穿過印度中部，但整個國家都被認為是熱帶地區。
印度大部分地區的夏季從3月持續到6月。白天的氣溫可能超過40°C（104°F）。沿海地區的氣溫超過30°C（86°F），且濕度很高。塔爾沙漠地區的氣溫可能超過45°C（113°F）。帶來降雨的季風雲被塔爾沙漠產生的低壓系統吸引進入印度。西南季風分為兩支，孟加拉灣支和阿拉伯海支。孟加拉灣支在6月初向北移動，橫越印度東北部。阿拉伯海支向北移動，並將大部分雨水降在西高止山脈的迎風面。印度半島的冬季白天溫和到溫暖，夜晚涼爽。再往北氣溫較低。印度平原部分地區的氣溫有時會降至冰點以下。印度北部大部分地區在此季節都受到霧霾的困擾。印度記錄中的最高氣溫是拉賈斯坦邦帕洛迪的51°C（124°F）。最低氣溫是查謨和克什米爾邦德拉斯的-60°C（-76°F）。

## 地質
[[File:Detrital rocks of Tirumala Hills Ghatroad Tirupati.JPG|thumb|{{le|東高止山脈蒂魯馬拉丘陵（Tirumala Hills）碎屑岩所呈現的始太古代不整合構造。]]

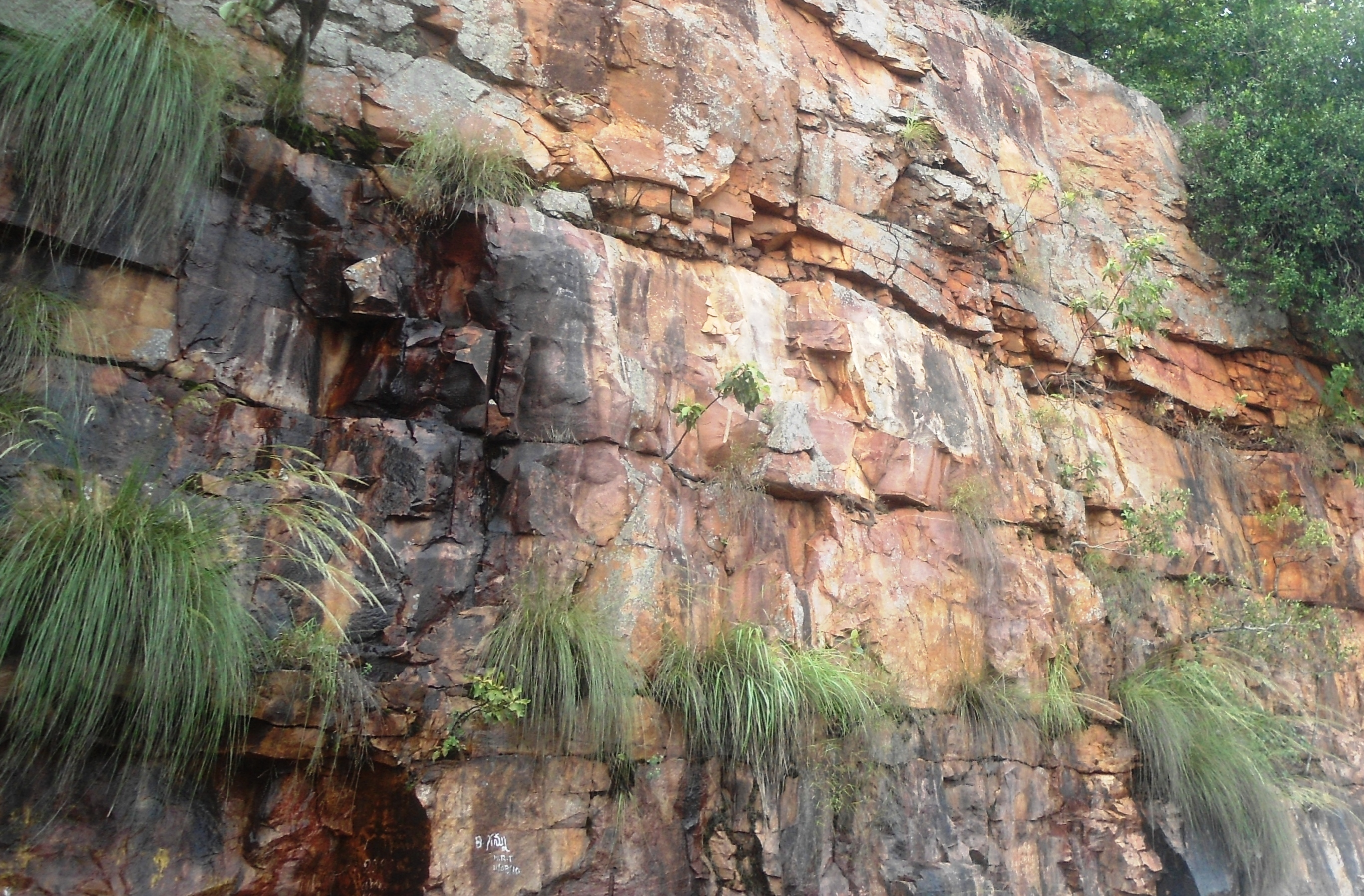
le|東高止山脈蒂魯馬拉丘陵（Tirumala Hills）碎屑岩所呈現的蒂魯帕提始太古代不整合面。

印度的地質特徵可根據其形成年代進行分類如下：前寒武紀形成的卡達帕縣和溫迪亞山脈地層，分佈在東部和南部各邦。這一時期的一小部分分佈在印度西部和中部。.寒武紀、奧陶紀、志留紀和泥盆紀的古生代地層在喀什米爾和喜馬偕爾邦的西喜馬拉雅山脈地區出現。.中生代的德干玄武岩地層遍佈德干高原北部大部分地區，被認為是地表火山活動的結果。.暗色岩土壤呈黑色，有利於農業。石炭紀、二疊紀和三疊紀地質在可在西喜馬拉雅山脈看到。侏羅紀地質上可在西喜馬拉雅山脈和拉賈斯坦邦看到。
曼尼普爾邦、那加蘭邦和阿魯納查邦的部分地區，以及喜馬拉雅山脈沿線，可見到第三紀地層的蹤跡。印度中部的溫迪亞山脈和印度河-恆河平原的部分地區則可見白堊紀地層。訥爾默達河沿岸的溫迪亞山脈和薩特普拉山脈地區保存有岡瓦納大陸的地質記錄。西喜馬拉雅山脈和阿薩姆邦則保存始新世的地質記錄。刻赤地區和阿薩姆邦則可發現漸新世的地質記錄。更新世在地質上可在印度中部發現。安達曼-尼科巴群島被認為是在這時期由火山形成。喜馬拉雅山脈是印度-澳洲板塊與歐亞板塊碰撞擠壓及變形作用的結果。這兩個板塊持續的擠壓碰撞，導致喜馬拉雅山脈每年以平均約一公分的速度持續隆升。
印度的土壤可分為八類：沖積土、黑土、紅土、紅壤土、森林土、乾旱和沙漠土、鹽鹼土以及泥炭和有機土。沖積土在印度的佔比最大，佔總土地面積的80%，源於河流攜帶的淤泥沉積，分佈在從旁遮普邦到阿薩姆邦山谷的大北方平原。沖積土通常肥沃，但缺乏氮，而往往富含磷。
印度國家災害管理局表示，印度陸地中有60%易發地震，8%易受到颶風的威脅。
黑土主要形成於德干高原的玄武岩熔岩之上，尤其在馬哈拉什特拉邦、古吉拉特邦和中央邦等地分佈廣泛。其中的高黏土含量讓其有優異的保水能力。紅土分佈在坦米爾那都邦、卡納塔卡邦高原、安德拉邦高原、喬塔納格布爾高原和阿拉瓦利嶺。這類土壤缺乏氮、磷和腐殖質。紅壤土主要形成於高降雨量的熱帶地區。豐沛的雨水會淋溶土壤表層的可溶性礦物質及養分，造成土壤酸化。此類土壤常見於西高止山脈、東高止山脈以及印度東北部各邦的丘陵地帶，這些區域皆屬多雨環境。森林土則分布於喜馬拉雅山脈、西高止山脈和東高止山脈的山坡及丘陵地，富含有機質，特別是分解的枯枝落葉等腐殖質。

### 克拉通
克拉通是一種特殊的大陸地殼，由稱為地台的頂層和稱為基底的較老地層組成。地盾是克拉通中基底岩石出露地表的區域，這些區域的地質年代較為古老且構造穩定，鮮少受到板塊運動的影響。。
印度克拉通可區分為以下5個主要的次克拉通單元：
- 阿拉瓦利克拉通： 西印度古老地塊，涵蓋拉賈斯坦邦及哈里亞納邦部分地區，由梅瓦爾克拉通（Mewar Craton）及馬爾瓦爾克拉通（Marwar Craton）組成，含石英岩、大理石、泥質結構及雜砂岩等。
- 邦德爾坎德克拉通（Bundelkand Craton）： 位於印度中部，構成摩臘婆高原基底，面積約26,000平方公里，地質構造與阿拉瓦利克拉通相似，推測早期曾與之相連，後因地質作用分離，受訥爾默達河及薩特普拉山脈影響。
- 達瓦爾克拉通（英语：Dharwar Craton）： 南印度重要地塊，年齡介於34億至26億年，以花崗岩-綠岩地體為特徵，涵蓋卡納塔卡邦及鄰近區域，構成德干高原南端，於1886年被劃分為東西兩卡拉通。
- 辛格布姆克拉通（Singhbhum Craton）： 位於印度東部，面積約4,000平方公里，主要涵蓋賈坎德邦及周邊地區，北鄰喬塔納格浦爾高原，東南接東高止山脈，地質組成複雜，蘊藏豐富礦產資源。
- 巴斯塔克拉通（Bastar Craton）： 位於印度中部，主要涵蓋恰蒂斯加爾邦，構成喬塔納格浦高原的基礎，由古老的片麻岩組成，地質年代久遠，受戈達瓦里河、訥爾默達河及默哈訥迪河等的裂谷影響。